# Пісенний конкурс Євробачення 2011
Пісе́нний ко́нкурс Євроба́чення 2011 — 56-й щорічний Пісенний конкурс Євробачення. Він відбувся в місті Дюссельдорф, що у Німеччині, завдяки співачці Лені яка перемогла у 2010 році з піснею «Satellite». Півфінали відбулися 10 та 12 травня 2011 року, а фінал проведено 14 травня 2011. 43 країни підтвердили свою участь у конкурсі, зокрема, на конкурс повернулися: Австрія, Італія, Угорщина й Сан-Марино. Переможцем конкурсу став азербайджанський дует Ел і Нікі з піснею Running Scared.

## Супервайзер конкурсу
26 листопада 2010 року Європейська Мовна Спілка анонсувала що на пост супервайзера конкурсу «Євробачення» призначений Юн Ула Сан з Норвегії. Він замінив Сванте Стокселіуса (зі Швеції) який працював на цій посаді з 2003 по 2011 роки. Норвежець має 15 років досвіду роботи в національній телерадіокомпанії Норвегії NRK та на телеканалі TV2. Він є членом Міжнародної Академії Телевізійних Мистецтв Та Наук, де кожний рік вручається престижна нагорода «EMMY». Юн Ула Сан також був продюсером та директором різноманітних програм, таких як «Концерт Нобелівської Премії Миру», «Норвезька Кінопремія» та національний відбір Норвегії на Пісенний конкурс Євробачення «Melody Grand Prix». З 1998 по 2005 рік очолював делегацію Норвегії на «Конкурсах Євробачення» (Пісенному конкурсі «Євробачення», пісенному конкурсі «Дитяче Євробачення»).
1 січня 2011 року о 00:00 офіційно заступив на пост супервайзера конкурсу й буде працювати на цій посаді впродовж 8 років.

## Місто-господар

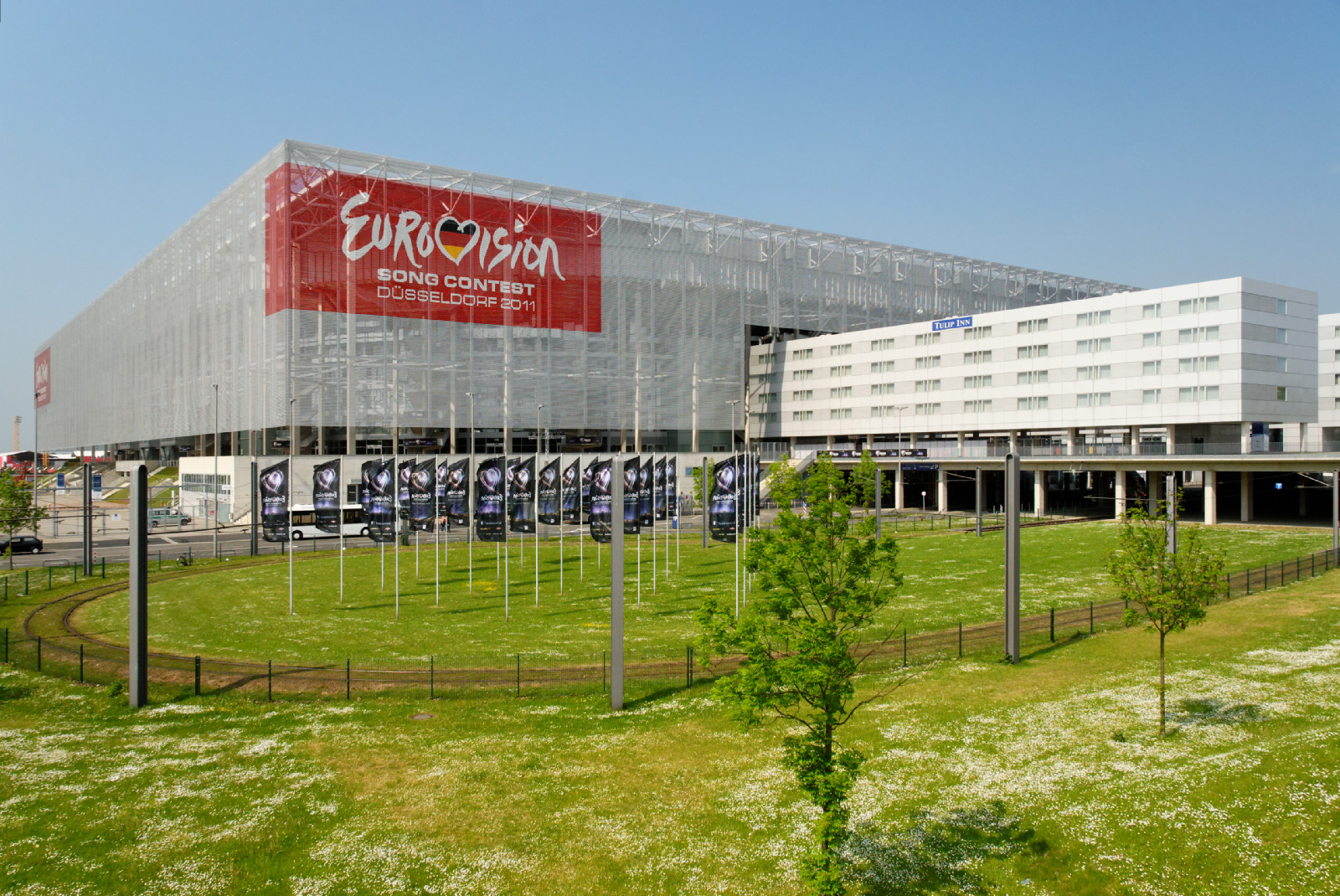
Esprit Arena, саме тут відбувся Пісенний конкурс Євробачення 2011.

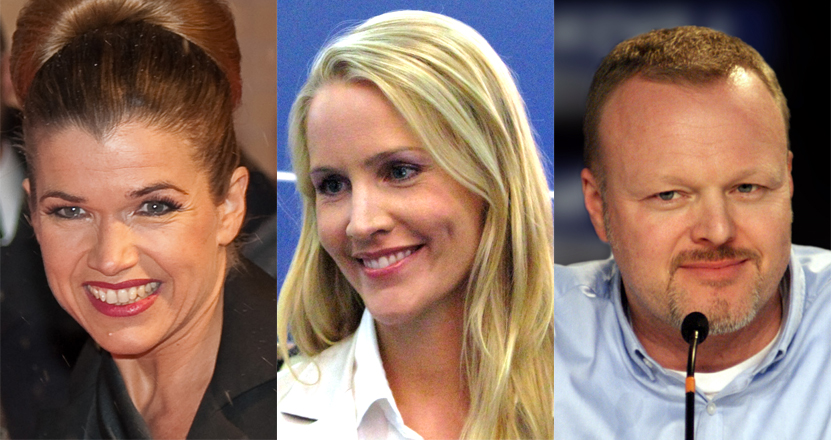
ведучі Анке Енгельке, Юдіт Ракерс, Штефан Рааб

Після довгих дискусій ЄТС вибрав 4 німецьких міста-претенденти на проведення конкурсу Євробачення 2011. Остаточне рішення було ухвалене 12 жовтня 2010 року — за пропозицією телеканалу NDR, комісія завідувачів мовленням телерадіокомпанії ARD обрала місцем проведення Євробачення 2011 стадіон «Еспріт-Арена» в Дюссельдорфі.
Претендентами на проведення конкурсу були Ганновер — батьківщина переможниці Євробачення 2010, Гамбург — місто де розташовується штаб-квартира ARD і звідки щорічно оголошують результати голосування Німеччини, Берлін — столиця Німеччини, і Дюссельдорф.
У результаті місцем проведення «Євробачення» 2011 став Дюссельдорф. Дюссельдорфська арена вміщує до 50 тис. глядачів, і це зіграло на користь саме Дюссельдорфа при виборі місця проведення міжнародного конкурсу виконавців. На цьому Євробаченні вона вмістить 24000 чоловік.
| Гамбург Берлін Ганновер Дюссельдорф |

## Історичні особливості
Німеччина вже приймала у себе Євробачення у 1957 і 1983 роках. Проте цього разу Німеччина стане господаркою вперше в статусі об'єднаної країни. Також Німеччина є першою країною з «великої четвірки», яка виграла конкурс з моменту введення правила «великої четвірки» в 2000 році. Також у пісенне змагання повернуться Австрія, Угорщина, Італія, Сан-Марино.

## Формат
У цьому році у фіналі змагалися 25 країн (країни «великої п'ятірки» — Велика Британія, Іспанія, Італія, Німеччина (господар), Франція) та по десять країн з обох півфіналів. Також було заздалегідь вирішено, що Ізраїль братиме участь у 2 півфіналі, у зв'язку з Днем Пам'яті.
| Кошик 1                                                                                            | Кошик 2                                                      | Кошик 3                                                                 |
| -------------------------------------------------------------------------------------------------- | ------------------------------------------------------------ | ----------------------------------------------------------------------- |
| - Албанія - Боснія і Герцеговина - Республіка Македонія - Сербія - Словенія - Хорватія - Швейцарія | - Данія - Ісландія - Норвегія - Фінляндія - Швеція - Естонія | - Азербайджан - Білорусь - Грузія - Ізраїль - Молдова - Росія - Україна |
| Кошик 4                                                                                            | Кошик 5                                                      | Кошик 6                                                                 |
| - Вірменія - Бельгія - Кіпр - Греція - Нідерланди - Туреччина                                      | - Ірландія - Латвія - Литва - Мальта - Португалія - Румунія  | - Австрія - Болгарія - Угорщина - Польща - Сан-Марино - Словаччина      |

## Скандал з відбором в Україні
26 лютого за підсумками голосування переможцем була обрана пісня Міки Ньютон «Ангел». Однак, результати відразу стали предметом звинувачень у підтасовуванні голосування. За офіційними результатами СМС-голосування вона отримала 29064 голосів, які були здійснені із 1996 телефонів. У той же час Джамала отримала 10800 голосів із 6365 телефонних номерів.. 
28 лютого «Перший національний телеканал» вирішив провести повторне голосування за трьох фіналістів національного відбору. Однак через відмову співачок Джамали та Злати Огнєвіч, які набрали найбільшу кількість глядацьких голосів, керівництво телеканалу відмовилось від переголосування.

## Півфінали

### 1-й півфінал
У першому півфіналі крім країн-учасниць голосують  Велика Британія та  Іспанія. Зеленим виділені учасники, що пройшли у фінал. В підсумку 1 місце у першому півфіналі посіли Лукас Йоркас і Stereo Mike (Греція), 2 місце — Ел і Нікі (Азербайджан), 3 місце — Paradise Oskar (Фінляндія).
| №  | Країна      | Мова                  | Виконавець                 | Назва пісні           | Переклад українською       |
| -- | ----------- | --------------------- | -------------------------- | --------------------- | -------------------------- |
| 01 | Польща      | польська              | Магдалена Тул              | Jestem                | Я                          |
| 02 | Норвегія    | англійська, суахілі   | Stella Mwangi              | Haba Haba             | Потрохи                    |
| 03 | Албанія     | англійська, албанська | Aurela Gaçe                | Feel the Passion      | Відчуй пристрасть          |
| 04 | Вірменія    | англійська            | Еммі                       | Boom Boom             | Бум-бум                    |
| 05 | Туреччина   | англійська            | Юксек Садакат              | Live It Up            | Переживи це                |
| 06 | Сербія      | сербська              | Ніна                       | Čaroban               | Чарівний                   |
| 07 | Росія       | англійська            | Олексій Воробйов           | Get You               | Бути з тобою               |
| 08 | Швейцарія   | англійська            | Анна Россінеллі            | In Love for a While   | Закохана на деякий час     |
| 09 | Грузія      | англійська            | Eldrine                    | One More Day          | Ще один день               |
| 10 | Фінляндія   | англійська            | Paradise Oskar             | Da Da Dam             | Па-па-пам                  |
| 11 | Мальта      | англійська            | Glen Vella                 | One Life              | Одне життя                 |
| 12 | Сан-Марино  | англійська            | Сеніт                      | Stand By              | Стій поруч                 |
| 13 | Хорватія    | англійська            | Дарія Кінцер               | Celebrate             | Святкуй                    |
| 14 | Ісландія    | англійська            | Sigurjón's Friends         | Coming Home           | Назад додому               |
| 15 | Угорщина    | англійська, угорська  | Kati Wolf                  | What About My Dreams? | Як щодо моїх мрій?         |
| 16 | Португалія  | португальська         | Homens Da Luta             | A luta é alegria      | Щастя боротьби             |
| 17 | Литва       | англійська            | Евеліна Сашенко            | C'est ma vie          | Моє життя                  |
| 18 | Азербайджан | англійська            | Ел і Нікі                  | Running Scared        | Тікай не озираючись        |
| 19 | Греція      | англійська, грецька   | Лукас Йоркас і Stereo Mike | Watch My Dance        | Спостерігай за моїм танцем |

### 2-й півфінал
У другому півфіналі крім країн-учасниць голосують  Німеччина,  Франція та  Італія. Зеленим виділені учасники, що пройшли у фінал. В підсумку 1 місце у другому півфіналі посів Ерік Сааде (Швеція), 2 місце — A Friend In London (Данія), 3 місце — Мая Кеуц (Словенія).
| №  | Країна               | Мова                   | Виконавець          | Назва пісні           | Переклад українською    |
| -- | -------------------- | ---------------------- | ------------------- | --------------------- | ----------------------- |
| 01 | Боснія і Герцеговина | боснійська, англійська | Діно Мерлін         | Love in Rewind        | Любов повертається      |
| 02 | Австрія              | англійська             | Надін Байлер        | The Secret Is Love    | Таємниця - це кохання   |
| 03 | Нідерланди           | англійська             | 3JS                 | Never Alone           | Ніколи не самотній      |
| 04 | Бельгія              | англійська             | Witloof Bay         | With Love Baby        | З любов'ю, крихітко     |
| 05 | Словаччина           | англійська             | TWiiNS              | I'm Still Alive       | Я все ще жива           |
| 06 | Україна              | англійська             | Міка Ньютон         | Angel                 | Янгол                   |
| 07 | Молдова              | англійська             | Zdob și Zdub        | So Lucky              | Так пощастило           |
| 08 | Швеція               | англійська             | Ерік Сааде          | Popular               | Популярний              |
| 09 | Кіпр                 | грецька                | Хрістос Мілордос    | Σαν Άγγελος Σ’αγάπησα | Я кохав тебе, як янгола |
| 10 | Болгарія             | болгарська             | Полі Генова         | Na inat               | Вперта                  |
| 11 | Республіка Македонія | македонська            | Влатко Ілієвскі     | Rusinka               | Росіянка                |
| 12 | Ізраїль              | іврит, англійська      | Dana International  | Ding Dong             | Дзень-дзелень           |
| 13 | Словенія             | англійська             | Мая Кеуц            | No One                | Жоден                   |
| 14 | Румунія              | англійська             | Hotel FM            | Change                | Зміна                   |
| 15 | Естонія              | англійська             | Ґеттер Яані         | Rockefeller Street    | Вулиця Рокфеллера       |
| 16 | Білорусь             | англійська             | Анастасія Віннікова | I Love Belarus        | Я люблю Білорусь        |
| 17 | Латвія               | англійська             | Musiqq              | Angel in Disguise     | Замаскований янгол      |
| 18 | Данія                | англійська             | A Friend In London  | New Tomorrow          | Новий завтрашній день   |
| 19 | Ірландія             | англійська             | Jedward             | Lipstick              | Губна помада            |

## Фінал
| №  | Країна               | Мова                   | Виконавець                 | Назва пісні             | Переклад українською       | Бали | Місце |
| -- | -------------------- | ---------------------- | -------------------------- | ----------------------- | -------------------------- | ---- | ----- |
| 01 | Фінляндія            | англійська             | Paradise Oskar             | Da Da Dam               | Па-па-пам                  | 57   | 21    |
| 02 | Боснія і Герцеговина | боснійська, англійська | Діно Мерлін                | Love in Rewind          | Любов повертається         | 125  | 6     |
| 03 | Данія                | англійська             | A Friend In London         | New Tomorrow            | Новий завтрашній день      | 134  | 5     |
| 04 | Литва                | англійська             | Евеліна Сашенко            | C'est ma vie            | Моє життя                  | 63   | 19    |
| 05 | Угорщина             | англійська, угорська   | Kati Wolf                  | What About My Dreams?   | Як щодо моїх мрій?         | 53   | 22    |
| 06 | Ірландія             | англійська             | Jedward                    | Lipstick                | Губна помада               | 119  | 8     |
| 07 | Швеція               | англійська             | Ерік Сааде                 | Popular                 | Популярний                 | 185  | 3     |
| 08 | Естонія              | англійська             | Ґеттер Яані                | Rockefeller Street      | Вулиця Рокфеллера          | 44   | 24    |
| 09 | Греція               | англійська, грецька    | Лукас Йоркас і Stereo Mike | Watch My Dance          | Спостерігай за моїм танцем | 120  | 7     |
| 10 | Росія                | англійська             | Олексій Воробйов           | Get You                 | Отримати тебе              | 77   | 16    |
| 11 | Франція              | корсиканська           | Аморі Вассілі              | Sognu                   | Мрія                       | 82   | 15    |
| 12 | Італія               | італійська             | Рафаель Гуалацці           | Follia d'amore          | Безумство кохання          | 189  | 2     |
| 13 | Швейцарія            | англійська             | Анна Россінеллі            | In Love for a While     | Закохана на деякий час     | 19   | 25    |
| 14 | Велика Британія      | англійська             | Blue                       | I Can                   | Я можу                     | 100  | 11    |
| 15 | Молдова              | англійська             | Zdob și Zdub               | So Lucky                | Так пощастило              | 97   | 12    |
| 16 | Німеччина (господар) | англійська             | Лена Майєр-Ландрут         | Taken by a Stranger     | Захоплена незнайомцем      | 107  | 10    |
| 17 | Румунія              | англійська             | Hotel FM                   | Change                  | Зміна                      | 77   | 17    |
| 18 | Австрія              | англійська             | Надін Байлер               | The Secret Is Love      | Таємниця — це кохання      | 64   | 18    |
| 19 | Азербайджан          | англійська             | Ел і Нікі                  | Running Scared          | Тікай не озираючись        | 221  | 1     |
| 20 | Словенія             | англійська             | Мая Кеуц                   | No One                  | Жоден                      | 96   | 13    |
| 21 | Ісландія             | англійська             | Sigurjón's Friends         | Coming Home             | Назад додому               | 61   | 20    |
| 22 | Іспанія              | іспанська              | Lucía Pérez                | Que me quiten lo bailao | Краще, ніж нічого          | 50   | 23    |
| 23 | Україна              | англійська             | Міка Ньютон                | Angel                   | Янгол                      | 159  | 4     |
| 24 | Сербія               | сербська               | Ніна                       | Čaroban                 | Чарівний                   | 85   | 14    |
| 25 | Грузія               | англійська             | Eldrine                    | One More Day            | Ще один день               | 110  | 9     |

### Голосування під час фіналу
Країни оголошували свої голоси в такому порядку:
| 1. Росія 2. Болгарія 3. Нідерланди 4. Італія 5. Кіпр 6. Україна 7. Фінляндія 8. Норвегія 9. Вірменія 10. Північна Македонія 11. Ісландія 12. Словаччина 13. Велика Британія 14. Данія 15. Австрія | 1. Польща 2. Швеція 3. Сан-Марино 4. Німеччина 5. Азербайджан 6. Словенія 7. Туреччина 8. Швейцарія 9. Греція 10. Грузія 11. Франція 12. Сербія 13. Хорватія 14. Білорусь | 1. Румунія 2. Албанія 3. Мальта 4. Португалія 5. Угорщина 6. Литва 7. Боснія і Герцеговина 8. Ірландія 9. Іспанія 10. Ізраїль 11. Естонія 12. Молдова 13. Бельгія 14. Латвія |

## Результати голосування

### Перший півфінал
|                 |             | Результати голосування | Результати голосування | Результати голосування | Результати голосування | Результати голосування | Результати голосування | Результати голосування | Результати голосування | Результати голосування | Результати голосування | Результати голосування | Результати голосування | Результати голосування | Результати голосування | Результати голосування | Результати голосування | Результати голосування | Результати голосування | Результати голосування | Результати голосування | Результати голосування | Результати голосування |
| Усього балів    | PL          | NO                     | AL                     | AM                     | TR                     | RS                     | RU                     | CH                     | GE                     | FI                     | MT                     | SM                     | HR                     | IS                     | HU                     | PT                     | LT                     | AZ                     | GR                     | ES                     | GB                     |                        |                        |
| --------------- | ----------- | ---------------------- | ---------------------- | ---------------------- | ---------------------- | ---------------------- | ---------------------- | ---------------------- | ---------------------- | ---------------------- | ---------------------- | ---------------------- | ---------------------- | ---------------------- | ---------------------- | ---------------------- | ---------------------- | ---------------------- | ---------------------- | ---------------------- | ---------------------- | ---------------------- | ---------------------- |
| Учасники фіналу | Польща      | 18                     |                        | 3                      |                        |                        |                        |                        |                        |                        | 4                      |                        |                        |                        |                        |                        | 4                      |                        | 2                      |                        |                        |                        | 5                      |
| Учасники фіналу | Норвегія    | 30                     | 1                      |                        | 1                      | 1                      |                        |                        |                        | 2                      |                        | 8                      | 4                      |                        |                        | 10                     |                        | 2                      |                        | 1                      |                        |                        |                        |
| Учасники фіналу | Албанія     | 47                     |                        |                        |                        |                        | 8                      |                        |                        | 6                      |                        |                        |                        | 8                      | 7                      |                        |                        | 4                      |                        | 2                      | 12                     |                        |                        |
| Учасники фіналу | Вірменія    | 54                     | 2                      |                        |                        |                        | 7                      |                        | 8                      |                        | 8                      |                        | 7                      | 7                      |                        | 4                      |                        |                        |                        |                        | 8                      | 3                      |                        |
| Учасники фіналу | Туреччина   | 47                     |                        |                        | 12                     |                        |                        |                        | 2                      | 5                      | 3                      |                        | 2                      | 10                     |                        |                        |                        |                        |                        | 12                     |                        |                        | 1                      |
| Учасники фіналу | Сербія      | 67                     | 6                      | 7                      | 2                      |                        |                        |                        | 4                      | 12                     |                        | 7                      | 3                      | 3                      | 12                     | 5                      |                        | 1                      | 3                      |                        |                        | 2                      |                        |
| Учасники фіналу | Росія       | 64                     |                        | 4                      | 3                      | 12                     | 3                      | 6                      |                        |                        | 5                      | 3                      |                        | 1                      | 5                      | 3                      | 3                      | 3                      | 5                      | 5                      | 3                      |                        |                        |
| Учасники фіналу | Швейцарія   | 55                     | 3                      | 6                      |                        | 3                      |                        | 2                      |                        |                        |                        | 6                      |                        |                        | 2                      | 6                      | 8                      | 5                      | 6                      |                        |                        | 6                      | 2                      |
| Учасники фіналу | Грузія      | 74                     | 5                      |                        |                        | 8                      | 10                     | 4                      | 5                      |                        |                        | 1                      | 8                      | 2                      |                        |                        | 1                      |                        | 12                     | 8                      | 10                     |                        |                        |
| Учасники фіналу | Фінляндія   | 103                    | 10                     | 12                     |                        | 6                      | 1                      | 3                      | 12                     | 10                     |                        |                        |                        |                        | 3                      | 12                     | 6                      | 8                      | 7                      | 3                      |                        | 4                      | 6                      |
| Учасники фіналу | Мальта      | 54                     |                        | 2                      | 6                      | 7                      | 2                      | 5                      |                        |                        | 6                      |                        |                        | 12                     | 4                      |                        | 2                      |                        | 1                      | 7                      |                        |                        |                        |
| Учасники фіналу | Сан Марино  | 34                     |                        |                        | 8                      | 5                      | 5                      |                        |                        |                        | 1                      |                        | 6                      |                        | 1                      |                        |                        |                        |                        | 6                      | 2                      |                        |                        |
| Учасники фіналу | Хорватія    | 41                     |                        |                        | 7                      |                        |                        | 12                     | 1                      |                        |                        |                        | 12                     | 4                      |                        | 1                      |                        |                        |                        | 4                      |                        |                        |                        |
| Учасники фіналу | Ісландія    | 100                    | 4                      | 10                     |                        | 2                      |                        | 8                      | 3                      | 8                      |                        | 10                     |                        |                        |                        |                        | 12                     | 10                     | 8                      |                        | 6                      | 12                     | 7                      |
| Учасники фіналу | Угорщина    | 72                     |                        | 5                      |                        |                        | 6                      | 10                     |                        |                        |                        | 12                     | 1                      |                        | 6                      | 7                      |                        |                        |                        |                        | 5                      | 10                     | 10                     |
| Учасники фіналу | Португалія  | 22                     |                        |                        | 4                      |                        |                        |                        |                        | 4                      | 2                      |                        |                        |                        |                        |                        |                        |                        |                        |                        | 1                      | 8                      | 3                      |
| Учасники фіналу | Литва       | 81                     | 12                     | 8                      |                        | 4                      |                        | 1                      | 7                      | 3                      | 10                     | 2                      |                        |                        |                        | 2                      | 5                      | 6                      |                        |                        | 4                      | 5                      | 12                     |
| Учасники фіналу | Азербайджан | 122                    | 8                      |                        | 5                      |                        | 12                     |                        | 10                     | 1                      | 12                     | 5                      | 10                     | 5                      | 10                     | 8                      | 7                      | 7                      | 10                     |                        | 7                      | 1                      | 4                      |
| Учасники фіналу | Греція      | 133                    | 7                      | 1                      | 10                     | 10                     | 4                      | 7                      | 6                      | 7                      | 7                      | 4                      | 5                      | 6                      | 8                      |                        | 10                     | 12                     | 4                      | 10                     |                        | 7                      | 8                      |

### Другий півфінал
|                 |                      | Результати голосування | Результати голосування | Результати голосування | Результати голосування | Результати голосування | Результати голосування | Результати голосування | Результати голосування | Результати голосування | Результати голосування | Результати голосування | Результати голосування | Результати голосування | Результати голосування | Результати голосування | Результати голосування | Результати голосування | Результати голосування | Результати голосування | Результати голосування | Результати голосування | Результати голосування | Результати голосування |
| Усього балів    | BA                   | AT                     | NL                     | BE                     | SK                     | UA                     | MD                     | SE                     | CY                     | BG                     | MK                     | IL                     | SI                     | RO                     | EE                     | BY                     | LV                     | DK                     | IS                     | FR                     | DE                     | IT                     |                        |                        |
| --------------- | -------------------- | ---------------------- | ---------------------- | ---------------------- | ---------------------- | ---------------------- | ---------------------- | ---------------------- | ---------------------- | ---------------------- | ---------------------- | ---------------------- | ---------------------- | ---------------------- | ---------------------- | ---------------------- | ---------------------- | ---------------------- | ---------------------- | ---------------------- | ---------------------- | ---------------------- | ---------------------- | ---------------------- |
| Учасники фіналу | Боснія і Герцеговина | 109                    |                        | 12                     | 10                     | 4                      | 12                     | 4                      |                        | 8                      |                        |                        | 12                     |                        | 12                     |                        |                        | 5                      | 2                      | 7                      |                        | 10                     | 7                      | 4                      |
| Учасники фіналу | Австрія              | 69                     | 7                      |                        | 3                      |                        | 5                      | 1                      |                        | 4                      | 4                      | 10                     |                        | 1                      | 7                      |                        | 2                      |                        |                        | 5                      | 2                      | 1                      | 12                     | 5                      |
| Учасники фіналу | Нідерланди           | 13                     |                        |                        |                        | 8                      |                        |                        |                        |                        |                        | 5                      |                        |                        |                        |                        |                        |                        |                        |                        |                        |                        |                        |                        |
| Учасники фіналу | Бельгія              | 53                     | 8                      | 1                      | 6                      |                        |                        |                        | 6                      |                        | 2                      | 6                      |                        | 2                      | 2                      | 8                      | 1                      |                        | 3                      |                        |                        | 6                      |                        | 2                      |
| Учасники фіналу | Словаччина           | 48                     | 6                      | 3                      |                        | 3                      |                        | 12                     | 7                      |                        |                        |                        | 3                      |                        | 3                      | 3                      |                        | 3                      |                        |                        | 5                      |                        |                        |                        |
| Учасники фіналу | Україна              | 81                     | 4                      |                        |                        |                        | 10                     |                        | 8                      | 3                      | 5                      | 3                      | 6                      | 8                      | 6                      | 2                      | 7                      | 12                     |                        | 1                      |                        |                        |                        | 6                      |
| Учасники фіналу | Молдова              | 54                     |                        |                        |                        |                        | 4                      |                        |                        |                        |                        | 2                      | 5                      | 4                      |                        | 12                     |                        | 10                     | 1                      |                        | 4                      |                        | 5                      | 7                      |
| Учасники фіналу | Швеція               | 155                    | 5                      | 10                     | 12                     | 12                     | 7                      | 5                      | 3                      |                        | 12                     |                        | 2                      | 12                     | 5                      | 7                      | 12                     | 8                      | 7                      | 12                     | 8                      | 12                     | 1                      | 3                      |
| Учасники фіналу | Кіпр                 | 16                     |                        |                        |                        |                        |                        | 6                      |                        |                        |                        |                        |                        |                        |                        |                        |                        |                        |                        |                        |                        |                        | 2                      | 8                      |
| Учасники фіналу | Болгарія             | 48                     |                        | 2                      | 2                      | 1                      |                        |                        | 5                      | 1                      | 10                     |                        | 1                      |                        | 4                      |                        |                        |                        |                        | 4                      | 1                      | 3                      | 4                      | 10                     |
| Учасники фіналу | Македонія            | 36                     | 10                     |                        |                        |                        |                        | 7                      | 1                      |                        |                        |                        |                        | 3                      | 8                      |                        |                        | 7                      |                        |                        |                        |                        |                        |                        |
| Учасники фіналу | Ізраїль              | 38                     |                        |                        | 5                      | 2                      |                        |                        |                        | 5                      | 1                      |                        | 7                      |                        |                        | 4                      |                        | 6                      |                        |                        |                        | 7                      |                        | 1                      |
| Учасники фіналу | Словенія             | 112                    | 12                     | 8                      |                        |                        | 8                      |                        | 4                      |                        | 7                      | 8                      | 10                     | 6                      |                        | 10                     | 5                      |                        | 4                      | 8                      | 6                      | 5                      | 3                      |                        |
| Учасники фіналу | Румунія              | 111                    |                        | 6                      | 4                      | 10                     | 6                      |                        | 12                     | 7                      | 8                      | 1                      | 4                      | 7                      |                        |                        | 6                      |                        | 5                      | 6                      | 3                      | 8                      | 6                      | 12                     |
| Учасники фіналу | Естонія              | 60                     |                        | 5                      |                        | 6                      |                        | 8                      |                        | 6                      |                        | 4                      |                        | 5                      |                        |                        |                        | 1                      | 8                      | 3                      | 10                     | 4                      |                        |                        |
| Учасники фіналу | Білорусь             | 45                     | 2                      |                        |                        |                        | 1                      | 10                     | 10                     |                        | 3                      |                        | 8                      |                        |                        | 1                      | 4                      |                        | 6                      |                        |                        |                        |                        |                        |
| Учасники фіналу | Латвія               | 25                     |                        | 4                      |                        |                        |                        |                        |                        | 2                      |                        |                        |                        |                        |                        |                        | 8                      | 2                      |                        | 2                      | 7                      |                        |                        |                        |
| Учасники фіналу | Данія                | 135                    | 1                      | 7                      | 7                      | 7                      | 3                      | 3                      | 2                      | 12                     | 6                      | 12                     |                        | 10                     | 10                     | 5                      | 10                     | 4                      | 12                     |                        | 12                     | 2                      | 10                     |                        |
| Учасники фіналу | Ірландія             | 68                     | 7                      |                        | 1                      | 5                      | 2                      | 2                      |                        | 10                     |                        | 7                      |                        |                        | 1                      | 6                      | 3                      |                        | 10                     | 10                     |                        |                        | 8                      |                        |

### Фінал
| |                      | Результати голосування | Результати голосування | Результати голосування | Результати голосування | Результати голосування | Результати голосування | Результати голосування | Результати голосування | Результати голосування | Результати голосування | Результати голосування | Результати голосування | Результати голосування | Результати голосування | Результати голосування | Результати голосування | Результати голосування | Результати голосування | Результати голосування | Результати голосування | Результати голосування | Результати голосування | Результати голосування | Результати голосування | Результати голосування | Результати голосування | Результати голосування | Результати голосування | Результати голосування | Результати голосування | Результати голосування | Результати голосування | Результати голосування | Результати голосування | Результати голосування | Результати голосування | Результати голосування | Результати голосування | Результати голосування | Результати голосування | Результати голосування | Результати голосування | Результати голосування | Результати голосування |
| Усього балів                                                                                                  | FI                   | BA                     | DK                     | LT                     | HU                     | IE                     | SE                     | EE                     | GR                     | RU                     | FR                     | IT                     | CH                     | GB                     | MD                     | DE                     | RO                     | AT                     | AZ                     | SI                     | IS                     | ES                     | UA                     | RS                     | GE                     | PL                     | NO                     | AL                     | AM                     | TR                     | MT                     | SM                     | HR                     | PT                     | NL                     | BE                     | SK                     | CY                     | BG                     | MK                     | IL                     | BY                     | LV                     |                        |                        |
| --- | -------------------- | ---------------------- | ---------------------- | ---------------------- | ---------------------- | ---------------------- | ---------------------- | ---------------------- | ---------------------- | ---------------------- | ---------------------- | ---------------------- | ---------------------- | ---------------------- | ---------------------- | ---------------------- | ---------------------- | ---------------------- | ---------------------- | ---------------------- | ---------------------- | ---------------------- | ---------------------- | ---------------------- | ---------------------- | ---------------------- | ---------------------- | ---------------------- | ---------------------- | ---------------------- | ---------------------- | ---------------------- | ---------------------- | ---------------------- | ---------------------- | ---------------------- | ---------------------- | ---------------------- | ---------------------- | ---------------------- | ---------------------- | ---------------------- | ---------------------- | ---------------------- | ---------------------- |
| Учасники фіналу                                                                                               | Фінляндія            | 57                     |                        |                        | 5                      | 1                      |                        | 3                      |                        | 7                      | 7                      |                        |                        |                        | 5                      |                        |                        | 2                      |                        |                        |                        |                        | 10                     |                        |                        |                        |                        | 5                      | 12                     |                        |                        |                        |                        |                        |                        |                        |                        |                        |                        |                        |                        |                        |                        |                        |                        |
| Учасники фіналу                                                                                               | Боснія і Герцеговина | 125                    |                        |                        |                        |                        |                        |                        |                        | 8                      | 3                      |                        | 5                      | 4                      | 12                     |                        |                        | 7                      |                        | 12                     |                        | 12                     |                        |                        |                        | 12                     |                        |                        | 4                      | 7                      |                        | 10                     |                        |                        | 7                      |                        | 8                      |                        |                        |                        | 2                      | 12                     |                        |                        |                        |
| Учасники фіналу                                                                                               | Данія                | 134                    |                        |                        |                        |                        |                        | 12                     | 10                     | 10                     |                        |                        | 7                      |                        |                        | 5                      |                        | 6                      |                        |                        |                        | 8                      | 12                     |                        |                        | 7                      |                        | 3                      | 7                      |                        |                        |                        | 5                      | 4                      |                        |                        | 12                     |                        | 6                      | 3                      | 7                      |                        | 10                     | 1                      | 6                      |
| Учасники фіналу                                                                                               | Литва                | 63                     |                        |                        |                        |                        |                        | 10                     |                        |                        |                        | 2                      |                        |                        |                        | 6                      |                        |                        | 1                      |                        |                        |                        |                        | 1                      |                        | 7                      | 12                     | 12                     | 3                      |                        |                        |                        |                        |                        | 2                      |                        |                        |                        |                        |                        |                        |                        |                        |                        | 7                      |
| Учасники фіналу                                                                                               | Угорщина             | 53                     | 12                     |                        |                        |                        |                        |                        | 5                      |                        |                        |                        | 2                      |                        |                        |                        |                        |                        | 7                      | 2                      | 2                      |                        | 5                      | 6                      | 4                      | 8                      |                        |                        |                        |                        |                        |                        |                        |                        |                        |                        |                        |                        |                        |                        |                        |                        |                        |                        |                        |
| Учасники фіналу                                                                                               |                      |                        |                        |                        |                        |                        |                        |                        |                        |                        |                        |                        |                        |                        |                        |                        |                        |                        |                        |                        |                        |                        |                        |                        |                        |                        |                        |                        |                        |                        |                        |                        |                        |                        |                        |                        |                        |                        |                        |                        |                        |                        |                        |                        |                        |
| Учасники фіналу                                                                                               | Ірландія             | 119                    | 10                     | 2                      | 12                     |                        |                        |                        | 12                     |                        |                        |                        |                        |                        |                        | 12                     |                        | 8                      |                        | 4                      |                        |                        | 4                      | 7                      |                        |                        |                        | 1                      |                        |                        |                        |                        | 8                      |                        |                        | 6                      | 5                      | 7                      | 8                      |                        | 3                      |                        |                        |                        | 10                     |
| Учасники фіналу                                                                                               | Швеція               | 185                    | 6                      | 5                      | 10                     |                        | 10                     | 4                      |                        | 12                     | 6                      | 1                      | 10                     |                        |                        | 3                      | 3                      |                        | 3                      |                        | 3                      | 4                      | 7                      | 5                      | 1                      | 1                      | 1                      |                        | 10                     |                        | 4                      | 4                      | 6                      | 6                      | 4                      |                        | 10                     | 4                      | 10                     | 10                     |                        | 6                      | 12                     | 4                      |                        |
| Учасники фіналу                                                                                               | Естонія              | 44                     | 7                      |                        | 2                      | 7                      |                        | 7                      |                        |                        |                        |                        |                        |                        |                        |                        | 6                      |                        |                        |                        |                        |                        |                        |                        | 2                      |                        |                        |                        | 2                      |                        |                        |                        |                        |                        |                        |                        |                        | 2                      |                        |                        |                        |                        | 5                      |                        | 4                      |
| Учасники фіналу                                                                                               | Греція               | 120                    |                        |                        |                        |                        | 8                      |                        |                        |                        |                        | 8                      |                        | 2                      | 2                      |                        | 1                      | 10                     | 8                      |                        | 8                      |                        |                        |                        | 6                      | 3                      | 6                      |                        |                        | 10                     | 7                      |                        |                        | 8                      |                        |                        |                        | 8                      |                        | 12                     | 10                     | 3                      |                        |                        |                        |
| Учасники фіналу                                                                                               | Росія                | 77                     |                        |                        |                        | 6                      | 3                      |                        |                        | 5                      | 1                      |                        |                        |                        |                        |                        | 5                      | 5                      |                        |                        | 4                      |                        | 1                      |                        | 8                      | 4                      | 4                      |                        |                        | 4                      | 8                      |                        |                        |                        |                        |                        |                        |                        |                        | 2                      | 4                      |                        | 8                      | 5                      |                        |
| Учасники фіналу                                                                                               |                      |                        |                        |                        |                        |                        |                        |                        |                        |                        |                        |                        |                        |                        |                        |                        |                        |                        |                        |                        |                        |                        |                        |                        |                        |                        |                        |                        |                        |                        |                        |                        |                        |                        |                        |                        |                        |                        |                        |                        |                        |                        |                        |                        |                        |
| Учасники фіналу                                                                                               | Франція              | 82                     | 4                      | 4                      |                        |                        |                        |                        |                        |                        | 12                     | 3                      |                        | 1                      |                        |                        | 2                      |                        |                        |                        |                        |                        |                        | 10                     | 5                      |                        | 2                      |                        |                        | 2                      | 5                      |                        | 1                      | 3                      | 6                      | 2                      |                        | 12                     |                        | 7                      |                        |                        |                        |                        | 1                      |
| Учасники фіналу                                                                                               | Італія               | 189                    | 3                      | 6                      |                        | 10                     | 4                      | 5                      |                        | 6                      | 10                     |                        | 8                      |                        | 4                      | 7                      |                        | 3                      | 6                      | 6                      | 1                      | 3                      | 3                      | 12                     |                        | 2                      | 7                      | 10                     |                        | 12                     | 6                      |                        | 10                     | 12                     |                        | 10                     |                        | 6                      |                        | 1                      |                        | 1                      |                        | 3                      | 12                     |
| Учасники фіналу                                                                                               | Швейцарія            | 19                     |                        |                        |                        |                        |                        |                        |                        |                        |                        |                        |                        |                        |                        | 10                     |                        |                        |                        |                        |                        |                        |                        |                        |                        | 5                      |                        |                        |                        |                        |                        |                        |                        |                        |                        |                        |                        |                        | 4                      |                        |                        |                        |                        |                        |                        |
| Учасники фіналу                                                                                               | Велика Британія      | 100                    |                        |                        | 3                      | 3                      |                        | 6                      |                        |                        | 2                      | 4                      | 1                      | 10                     |                        |                        | 4                      |                        |                        |                        | 5                      | 1                      | 2                      |                        | 3                      |                        |                        |                        | 1                      | 6                      | 2                      | 6                      | 7                      | 2                      |                        | 3                      |                        |                        |                        | 4                      | 12                     | 5                      | 1                      | 2                      | 5                      |
| Учасники фіналу                                                                                               | Молдова              | 97                     |                        |                        |                        | 4                      |                        | 8                      |                        |                        |                        | 7                      | 4                      | 8                      |                        | 8                      |                        | 4                      | 12                     | 5                      | 7                      |                        |                        |                        | 7                      |                        | 5                      |                        |                        |                        |                        |                        |                        |                        |                        | 5                      |                        | 1                      | 5                      |                        |                        |                        |                        | 7                      |                        |
| Учасники фіналу                                                                                               |                      |                        |                        |                        |                        |                        |                        |                        |                        |                        |                        |                        |                        |                        |                        |                        |                        |                        |                        |                        |                        |                        |                        |                        |                        |                        |                        |                        |                        |                        |                        |                        |                        |                        |                        |                        |                        |                        |                        |                        |                        |                        |                        |                        |                        |
| Учасники фіналу                                                                                               | Німеччина            | 107                    |                        | 3                      | 8                      | 2                      |                        |                        | 6                      |                        | 4                      |                        | 3                      | 6                      | 8                      |                        |                        |                        |                        | 10                     |                        | 7                      | 6                      | 3                      |                        |                        |                        | 4                      | 5                      |                        |                        | 3                      |                        |                        | 1                      |                        | 7                      | 5                      |                        |                        |                        |                        |                        | 8                      | 8                      |
| Учасники фіналу                                                                                               | Румунія              | 77                     |                        |                        | 4                      |                        | 1                      | 1                      |                        | 1                      |                        |                        |                        | 12                     |                        |                        | 12                     |                        |                        | 1                      | 6                      |                        |                        | 8                      |                        |                        |                        |                        |                        |                        |                        | 5                      |                        |                        |                        |                        | 5                      | 10                     |                        |                        | 6                      |                        | 6                      |                        |                        |
| Учасники фіналу                                                                                               | Австрія              | 64                     | 1                      | 7                      | 1                      |                        | 2                      |                        | 4                      |                        |                        |                        |                        |                        | 7                      | 2                      |                        | 12                     |                        |                        |                        | 5                      |                        |                        |                        |                        | 3                      |                        |                        |                        | 3                      | 1                      | 2                      |                        | 3                      |                        | 1                      |                        | 3                      |                        | 5                      | 2                      |                        |                        |                        |
| Учасники фіналу                                                                                               | Азербайджан          | 221                    | 5                      | 8                      |                        | 8                      | 7                      |                        | 3                      | 8                      | 5                      | 12                     | 6                      |                        | 1                      |                        | 10                     |                        | 10                     | 8                      |                        |                        | 8                      |                        | 10                     |                        | 8                      | 8                      |                        | 8                      |                        | 12                     | 12                     | 10                     | 10                     | 8                      | 6                      | 3                      | 7                      | 8                      |                        |                        | 4                      | 6                      | 2                      |
| Учасники фіналу                                                                                               | Словенія             | 96                     |                        | 12                     | 7                      |                        | 6                      | 2                      |                        | 2                      |                        | 5                      |                        |                        |                        |                        |                        | 1                      | 4                      | 3                      |                        |                        |                        |                        |                        | 10                     |                        |                        |                        |                        |                        | 2                      | 3                      | 1                      | 12                     | 1                      | 2                      |                        | 1                      | 6                      |                        | 10                     | 3                      |                        | 3                      |
| Учасники фіналу                                                                                               |                      |                        |                        |                        |                        |                        |                        |                        |                        |                        |                        |                        |                        |                        |                        |                        |                        |                        |                        |                        |                        |                        |                        |                        |                        |                        |                        |                        |                        |                        |                        |                        |                        |                        |                        |                        |                        |                        |                        |                        |                        |                        |                        |                        |                        |
| Учасники фіналу                                                                                               | Ісландія             | 61                     | 8                      | 1                      | 6                      |                        | 12                     |                        | 1                      |                        |                        |                        |                        | 5                      | 10                     | 4                      |                        |                        |                        |                        |                        |                        |                        | 2                      |                        |                        |                        |                        | 8                      |                        |                        |                        |                        |                        |                        | 4                      |                        |                        |                        |                        |                        |                        |                        |                        |                        |
| Учасники фіналу                                                                                               | Іспанія              | 50                     |                        |                        |                        |                        |                        |                        |                        | 4                      |                        |                        | 12                     |                        | 3                      | 1                      |                        |                        | 5                      |                        |                        | 2                      |                        |                        |                        |                        |                        |                        |                        | 5                      |                        |                        |                        |                        |                        | 12                     |                        |                        | 2                      |                        |                        | 4                      |                        |                        |                        |
| Учасники фіналу                                                                                               | Україна              | 159                    |                        |                        |                        |                        |                        |                        | 2                      |                        | 7                      | 10                     |                        | 7                      |                        |                        | 8                      |                        | 2                      |                        | 12                     | 6                      |                        |                        |                        | 6                      | 10                     | 2                      |                        | 3                      | 12                     | 7                      | 4                      |                        | 5                      | 7                      |                        |                        | 12                     | 5                      | 8                      | 7                      | 7                      | 10                     |                        |
| Учасники фіналу                                                                                               | Сербія               | 85                     | 2                      | 10                     |                        | 5                      |                        |                        |                        |                        |                        |                        |                        | 3                      | 6                      |                        |                        |                        |                        | 7                      |                        | 10                     |                        | 4                      |                        |                        |                        | 6                      | 6                      | 1                      | 1                      |                        |                        | 5                      | 8                      |                        | 3                      |                        |                        |                        |                        |                        |                        |                        |                        |
| Учасники фіналу                                                                                               | Грузія               | 110                    |                        |                        |                        | 12                     | 5                      |                        |                        | 3                      | 8                      | 6                      |                        |                        |                        |                        | 7                      |                        |                        |                        | 10                     |                        |                        |                        | 12                     |                        |                        | 7                      |                        |                        | 10                     | 8                      |                        | 7                      |                        |                        |                        |                        |                        |                        | 1                      |                        | 2                      | 12                     |                        |
| Таблиця горизонтальна та вертикально впорядкована за появою у фіналі, потім горизонтально за появою у фіналі. |                      |                        |                        |                        |                        |                        |                        |                        |                        |                        |                        |                        |                        |                        |                        |                        |                        |                        |                        |                        |                        |                        |                        |                        |                        |                        |                        |                        |                        |                        |                        |                        |                        |                        |                        |                        |                        |                        |                        |                        |                        |                        |                        |                        |                        |

#### 12 балів
Нижче наводиться список країн, які отримали 12 балів від інших країн:
| № | Учасник              | Країна (и)                                      |
| - | -------------------- | ----------------------------------------------- |
| 5 | Боснія і Герцеговина | Австрія, Македонія, Сербія, Словенія, Швейцарія |
| 4 | Італія               | Албанія, Латвія, Сан Марино, Іспанія            |
| 3 | Азербайджан          | Мальта, Росія, Туреччина                        |
| 3 | Данія                | Ісландія, Ірландія, Нідерланди                  |
| 3 | Грузія               | Білорусь, Литва, Україна                        |
| 3 | Ірландія             | Данія, Швеція, Велика Британія                  |
| 3 | Україна              | Вірменія, Азербайджан, Словаччина               |
| 2 | Франція              | Бельгія, Греція                                 |
| 2 | Литва                | Грузія, Польща                                  |
| 2 | Румунія              | Італія, Молдова                                 |
| 2 | Словенія             | Боснія і Герцеговина, Хорватія                  |
| 2 | Іспанія              | Франція, Португалія                             |
| 2 | Швеція               | Естонія, Ізраїль                                |
| 1 | Австрія              | Німеччина                                       |
| 1 | Фінляндія            | Норвегія                                        |
| 1 | Греція               | Кіпр                                            |
| 1 | Угорщина             | Фінляндія                                       |
| 1 | Ісландія             | Угорщина                                        |
| 1 | Молдова              | Румунія                                         |
| 1 | Велика Британія      | Болгарія                                        |

## Коментатори
- Албанія – Леон Менкші [10]
- Австралія – Джулія Земіро і Сем Пенг [11]
- Австрія – Енді Кнол [12]
- Бельгія – Жан-П'єр Готьє і Жан-Луї Лай (телебачення), [13] Андре Вермолен and Свен Пікал (радіон) [14]
- Болгарія – Єлена Розберг і Георгі Кушваєв
- Велика Британія – Скотт Міллс і Сара Кокс (BBC Three, півфінали), Грехам Нортон (BBC One, фінал) і Кен Брюс (BBC Radio 2, фінал) [15]
- Данія – Оле Тупал [16]
- Естонія – Марко Рейкоп [17]
- Грузія — Софо Алтунішвілі
- Греція – Марія Козакоу [18]
- Ірландія – Марті Вілен
- Ісландія – Храфнхілдур Халлдорсдоттір [19]
- Іспанія – Хосе Марія Іньїго [20]
- Італія – Рафаелла Карра (другий півфінал та фінал) і Боб Сінклер (фінал) [21] [22]
- Латвія – Вальтерс Фріденбергс (півфінали та фінал), Карліс Бумейстарс (фінал),[23] обидва з Walters & Kazha
- Литва – Даріо Узкурайтіс [24]
- Мальта – Ейлін Монтессен [25]
- Нідерланди – Ян Сміт і Даніель Деккер [26]
- Німеччина – Петер Урбан, Стівен Гетьєн (перший півфінал) [27]
- Норвегія – Олав Віксмо-Слеттан
- Польща – Артур Оржех [28]
- Португалія – Сільвія Альберто [29]
- Росія – Яна Чурікова і Юрій Аксюта, Кирило Набутов (фінал)
- Румунія – Ліана Станчі і Богдан Павліца
- Сан-Марино – Ліа Фіоріо [21]
- Сербія – Душка Вучініч-Лучіч (перший півфінал і фінал), Драган Іліч (другий півфінал) і Таня Зеліковіч (радіо) [30]
- Словаччина – Роман Бомбош [31]
- Словенія – Андрей Гофер (телебачення), Андрей Кролі (радіо)
- Фінляндія – Тар'я Нархі і Аско Муртамакі (фінською) і Єва Франц і Йохан Лнідроос (шведською) [32][33]
- Франція – Одрі Шаву і Бруно Бербере (France Ô, другий півфінал), Лоран Бойер і Катерін Лара (France 3, фінал)[34]
- Хорватія – Душко Чурліч
- Швейцарія – Свен Епіней (SF zwei),[35] Жан-Марк Рішар і Ніколя Таннер (TSR 2)[36]
- Швеція – Едвард Аф Сіллен і Хелен Бенно [37]
- Туреччина – Буланд Озверан і Ерхан Конук
- Угорщина – Габор Гундел Такаш [38]
- Україна – Тимур Мірошниченко, Тетяна Терехова (Перший національний) і Олена Зелінченко (Радіо Україна)[39].

## Виконавці, що повернулись
| Країна               | Виконавець         | Рік                       |
| -------------------- | ------------------ | ------------------------- |
| Боснія і Герцеговина | Діно Мерлін        | 1999                      |
| Ізраїль              | Dana International | 1998 (переможець)         |
| Ісландія             | Gunnar Ólafsson    | 2001 (частина Two Tricky) |
| Молдова              | Zdob și Zdub       | 2005                      |
| Німеччина            | Лена Майєр-Ландрут | 2010 (переможець)         |

## Повернення країн на конкурс
- Австрія
- Італія
- Сан-Марино
- Угорщина

## Дебюти, що не відбулися
- Катар — відмовлено в повному членстві в ЄМС.
- Ліхтенштейн — відмовлено в повному членстві в ЄМС.

## Можливі дебюти в майбутньому
- Казахстан — при умові що ЄМС надасть повне членство та стане членом ПАРЄ
- Косово — при умові що ЄМС надасть повне членство

## Країни, які відмовилися від участі
- Андорра — з 2010 року відмовляється від участі в конкурсі через фінансові проблеми; в 2011 році рішення про повернення не було прийняте.[40]
- Ліван — в 2005 році повинен був відбутися дебют, проте країна не бере участі через присутність на конкурсі Ізраїлю.
- Туніс — в 1977 році повинен був відбутися дебют, проте країна не бере участі через присутність на конкурсі Ізраїлю.
- Люксембург — членство в ЄТС призупинене.
- Монако — відмовляється від участі в конкурсі через особливості східноєвропейського голосування.
- Марокко — одного разу африканське королівство взяло участь у конкурсі (сталося це в 1980 році), проте відтоді країна не бере участі через присутність Ізраїлю.
- Чорногорія — з 2010 року не бере участі у конкурсі через фінансові проблеми; в 2011 році рішення про повернення не було прийняте.[41]
- Чехія — з 2010 року не бере участі у конкурсі через постійні невдачі її представників; в 2011 році рішення про повернення не було прийняте.[42]